# غيدقة منمقة
غيدقة منمقة (الاسم العلمي: Hydrophis ornatus) (بالإنجليزية: Ornate Reef seasnake)‏ هي نوع من الزواحف تتبع جنس الغيدقة من فصيلة العرابيد.